# Yoan Gouffran
Yoan Gouffran (ur. 25 maja 1986 roku w Villeneuve-Saint-Georges) – francuski piłkarz występujący na pozycji napastnika. Obecnie gra w Ararat-Armenia.

## Kariera klubowa
Yoan Gouffran zawodową karierę rozpoczynał w 2003 roku w drugoligowym SM Caen. W dwóch pierwszych sezonach spędzonych w tym zespole Francuz pełnił rolę rezerwowego, a miejsce w podstawowej jedenastce wywalczył sobie w sezonie 2005/2006, kiedy to Caen grało w drugiej lidze. Gouffran z piętnastoma trafieniami na koncie należał do czołówki ligowych strzelców, został także najlepszym zawodnikiem sezonu. Do najwyższej klasy rozgrywek w kraju francuska drużyna powróciła w sezonie 2006/2007.
Dobrą formę Yoanna dostrzegło kilka innych klubów. Jeszcze w 2006 roku odmówił on przejścia do Chelsea, natomiast w 2007 roku chęć pozyskania Gouffrana wyraziły Olympique Marsylia oraz Paris Saint-Germain. W zimowym okienku transferowym 2007/2008 Yoann miał już zasilić PSG, jednak do transferu ostatecznie nie doszło. Pod koniec stycznia 2008 roku media podały informacje, że wyścig po francuskiego napastnika wygrał Arsenal.
Ostatecznie jednak 30 czerwca 2008 roku Gouffran podpisał kontrakt z zespołem Girondins Bordeaux, który zapłacił za niego 6,5 miliona euro. W sezonie 2008/2009 Francuz wywalczył z zespołem mistrzostwo Francji. 30 maja 2009 roku, w ostatnim meczu rozgrywek strzelił jedynego gola w wygranym 1:0 meczu z Caen, przez co jego były zespół spadł do drugiej ligi.
23 stycznia 2013 roku podpisał kontrakt z Newcastle United.
| Sezon   | Klub               | Kraj    | Rozgrywki      | Mecze | Bramki | Rozgrywki Europy                    | Mecze | Bramki |
| ------- | ------------------ | ------- | -------------- | ----- | ------ | ----------------------------------- | ----- | ------ |
| 2003/04 | SM Caen            | Francja | Ligue 1        | 2     | 0      | -                                   | -     | -      |
| 2004/05 | SM Caen            | Francja | Ligue 1        | 8     | 0      | -                                   | -     | -      |
| 2005/06 | SM Caen            | Francja | Ligue 1        | 32    | 8      | -                                   | -     | -      |
| 2006/07 | SM Caen            | Francja | Ligue 1        | 37    | 15     | -                                   | -     | -      |
| 2007/08 | SM Caen            | Francja | Ligue 1        | 36    | 10     | -                                   | -     | -      |
| 2008/09 | Girondins Bordeaux | Francja | Ligue 1        | 32    | 2      | Liga Mistrzów UEFA Liga Europy UEFA | 6 2   | 0 0    |
| 2009/10 | Girondins Bordeaux | Francja | Ligue 1        | 32    | 5      | Liga Mistrzów UEFA                  | 6     | 0      |
| 2010/11 | Girondins Bordeaux | Francja | Ligue 1        | 22    | 2      | -                                   | -     | -      |
| 2011/12 | Girondins Bordeaux | Francja | Ligue 1        | 34    | 14     | -                                   | -     | -      |
| 2012/13 | Girondins Bordeaux | Francja | Ligue 1        | 20    | 8      | Liga Europy UEFA                    | 5     | 4      |
| 2012/13 | Newcastle United   | Anglia  | Premier League | 15    | 3      | -                                   | -     | -      |
| 2013/14 | Newcastle United   | Anglia  | Premier League | 35    | 6      | -                                   | -     | -      |
| 2014/15 | Newcastle United   | Anglia  | Premier League | 31    | 2      | -                                   | -     | -      |
| 2015/16 | Newcastle United   | Anglia  | Premier League | 8     | 0      | -                                   | -     | -      |
| 2016/17 | Newcastle United   | Anglia  | Championship   | 45    | 6      | -                                   | -     | -      |

Stan na: 18 czerwca 2017 r.

## Kariera reprezentacyjna
Od 2005 do 2008 roku Gouffran był zawodnikiem reprezentacji Francji do lat 21. Razem z nią w 2006 roku wystąpił na Mistrzostwach Europy U-21 2006. Na turnieju tym Gouffran rozegrał cztery spotkania i strzelił jedną bramkę.